# دمسيسة خطية
دمسيسة خطية أو أمبروزية خطية (الاسم العلمي:Ambrosia linearis) هي نوع من النباتات تتبع جنس الدمسيسة من الفصيلة النجمية.